# Agylla albocinerea
Agylla albocinerea là một loài bướm đêm thuộc phân họ Arctiinae, họ Erebidae.